# Pieter Nieuwint
Petrus Josephus Gerardus Maria (Pieter) Nieuwint (Utrecht, 26 juni 1945) is een Nederlands cabaretier, componist, pianist, zanger en light verse dichter.

## Loopbaan
Na zijn gymnasiumopleiding ging hij Engels studeren aan de Universiteit van Amsterdam. 
Daar ontmoette hij Ivo de Wijs.
Zij traden voor het eerst samen op in Krasnapolsky op 22 januari 1965.
Samen richtten zij Kabaret Ivo de Wijs op. Daarin trad ook onder meer zijn zuster Aggie Nieuwint, die de naam Terlingen aannam, op.
Na de opheffing in 1979 werd hij docent Engels aan de toenmalige Katholieke Universiteit Brabant. Daar was hij als pianist en tekstschrijver betrokken bij het KUB-cabaret.
Sinds de tweede helft van de jaren 1990 treedt Pieter Nieuwint samen met Ivo de Wijs ca. 10 maal per jaar op. Hun eerste programma heette  Literair Variété, het tweede (vanaf seizoen 2003/2004) Literair Varié2. Programmaonderdelen zijn onder andere liedjes van het voormalige Kabaret Ivo de Wijs en van het KUB-cabaret, light verse, verzen uit de boeken van Ivo, onder andere de reeks Vroege Vogels, taalspelletjes met het publiek en uitleg over de rijmkunst.

## Discografie
Voor de discografie van Kabaret Ivo de Wijs, zie artikel Ivo de Wijs.
- Happy Few - cd, 1997 (ter gelegenheid van het afstuderen van de tienduizendste econoom in Tilburg)
- Pieter Nieuwint dicht en zingt - light verse + liedjes, boek + cd, 2005, Mirasound, boek: ISBN 9080935514, cd: Mira 099394
- UvT presenteert: KUB-cabaret - cd + tekstboekje